# アルバニア・マフィア
アルバニア・マフィア（アルバニア語: Mafia shqiptare）は、アルバニアに拠点を持つか、民族的にアルバニア人である者を主体とする複数の犯罪組織の総称。アルバニア系の集団が関連する犯罪はアメリカ合衆国やヨーロッパの諸国でも活発であり、その活動内容は主なものに麻薬と武器の取引および流通が挙げられる。一般的な「マフィア」という表現は紐付けられた特定地域を拠点とする犯罪組織の意味で使われる場合も多いが、アルバニア・マフィアは必ずしも指揮の中核をアルバニア本国か、あるいはアルバニア系住民の多いコソボや北マケドニアに置いているとは限らない。

## 歴史
アルバニア人による組織犯罪の起源は、家系に基づいた伝統的な氏族社会にさかのぼる。およそ15世紀のころ、レク・ドゥカジニ（Lekë Dukagjini）公の下、アルバニア人の氏族たちはカヌン（kanun）とよばれる一連のおきてにしたがっていた。カヌンは、氏族への忠誠と秘密の厳守を強く求めるものであった。それぞれの氏族は各地域を割拠し、支配していた。氏族の対立は時に暴力に発展し、「血の報復」や「血讐」として知られるジャクマリャ（Gjakmarrja）とよばれる復讐の法も存在した。カヌンで定められた規則は、アルバニア人による現代の組織犯罪の形成に寄与し、アルバニア人の組織犯罪に対して法の適用を進める上での障害となっている。
冷戦期の共産主義政権の支配下では、アルバニアには常に闇市場があった。1980年代の末に共産主義政権が崩壊すると、アルバニアはそれまでの鎖国状態から解き放たれ、他の国々とのつながりが生まれ、アルバニアの犯罪組織は国際規模に拡大していった。
コソボ紛争は、アルバニア・マフィアがヨーロッパを席巻する上で重要な役割を果たした。伝統的にヘロインはトルコからセルビア、クロアチア、スロベニアを通って西ヨーロッパ諸国へと運ばれていた。しかし、紛争によってこのルートは使えなくなったことにアルバニアの犯罪組織は着目した。アルバニアは、この輸送ルートの代替として理想的な位置にあった。初めは他の犯罪組織を補助するのみであったが、やがて麻薬輸送への関与と支配力を強めていった。特に、セルビア南部のヴェリキ・トルノヴァツ（Veliki Trnovac）は重要な役割を果たし、「バルカンのメデリン」と通称されるようになった。
紛争がコソボ本体に及ぶと、多くのアルバニア人が難民となった。アルバニア・マフィアはこれを機会としてヨーロッパ全域に勢力を拡大した。まず、ドイツやスイスのアルバニア人のコミュニティに浸透し、これらの国々におけるヘロイン売買の支配権を乗っ取った。
アメリカ合衆国のアルバニア系住民による組織犯罪は、武器の密売から偽札の制作まで多岐に及んでいた。しかし、特にアメリカ合衆国で重要なのは麻薬の流通であった。アメリカの麻薬取締局によると、アルバニア系組織は、イスタンブールとベオグラードを結ぶ「バルカン・コネクション」の要であるとしている。麻薬取締局の推定によると、シチリア・コネクションやフレンチ・コネクションほどの知名度はないものの、バルカンを経由するルートは長く機能し続けており、1985年ごろには、アメリカ合衆国にもたらされるヘロインの25%から40%を占めていたと見られている。

### コソボ解放軍とのつながり
コソボ解放軍とアルバニア・マフィアとの関連性については論争の的となっている。1990年代、コソボ解放軍は、アメリカ合衆国の政府関係者を含む人々から、自由の闘士とみられていた一方、その他の多くの人々からはアメリカ合衆国の支援を受けたテロリスト集団とみられていた。たとえば、上院議員のジョー・リーバーマンは、コソボ解放軍について「アメリカ合衆国とコソボ解放軍は共通の価値観と原則に立っている…コソボ解放軍の戦いは人権と、アメリカ合衆国の価値観のためのものである」と話している。1999年、アメリカ合衆国上院共和党政策委員会は、コソボ解放軍の犯罪活動との結びつきに関して、「コソボ解放軍の資金部門の主要部は犯罪ネットワークからもたらされるものであり、主に麻薬取引による利得である」とし、さらに大統領ビル・クリントンによるコソボ解放軍の支援について「暴力テロリストとして知られる組織へのクリントンの一貫した支援は、…組織を強い暴力的性向から脱却させることを目的とした、合衆国の政策の一部に基づいた戦略によるものとみられる」とした。
2000年の国際刑事警察機構の証言によると、現在もなおコソボのアルバニア人の政治・軍事機構（特にコソボ解放軍）と、アルバニア人犯罪組織との間には結びつきがある可能性が指摘されている。コソボとコソボ解放軍による合法的な経済活動は、麻薬売買で得た資金の資金洗浄であり、コソボ解放軍は1998年に武器のための麻薬ビジネスの要を担っていたとし、「西ヨーロッパに毎年、20億ドル相当の麻薬を持ち込むのを支援し」、コソボ・アルバニア人による武器入手のための麻薬売買への関与は、1999年に少なくとも2つの事件で確認されたとしている。

### 真実性
ベルギーの警察は、「アルバニア人の組織犯罪はここ10年で高い存在感を持ったが、これを立証する体系的かつ厳密な科学的調査は非常に少ない。ごく少数の研究のみが、民族的にアルバニア人である者による犯罪活動の一面に、体系的手法をもって挑んでいる。しかしながら、これらの調査でさえも、扇情的なメディアの報告に頼っている部分が大きい。これは、厳格な調査がいまだになされていないことを意味している。したがって、一般的に言えば、既存の学術的調査は断片的であるか、古いか、あるいは信頼できない」と指摘している。
国際連合による報告では、「バルカンは西ヨーロッパよりも安全であり」、「現時点において、市民と資産に対する犯罪の発生率は他のヨーロッパの地域よりも少ない」とされている。

## 国際的活動

### イタリアでの活動
イタリアでは、イタリアの犯罪組織が根付いている南部を避け、アルバニア人の犯罪組織は、ロンバルディア州やピエモンテ州、トスカーナ州といったイタリア中部や北部に活動を集中させている。ロシアン・マフィアやナイジェリア・マフィア、中国の三合会などとともに、アルバニア人の犯罪組織はイタリアの組織犯罪の地図を塗り替えている。しかしアルバニア・マフィアは、イタリアの犯罪組織と支配権を争うよりも、彼らと互恵的な関係を築くことを選んでいる。
国家反マフィア局（Direzione Nazionale Antimafia; DNA）のディ・ピエトロ（Dr Di Pietro）によれば、アドリア海を渡ってくる犯罪集団の拡張は、イタリア・マフィアの敗北を意味するものではないとしている。「イタリアでは、どのアルバニア・マフィアにもカモッラやコーザ・ノストラの領分を奪う能力はない」とし、「イタリア・マフィアとアルバニア・マフィアが領分を争っているいかなる明らかな兆候もみられない。両者は協調関係にある。」と話している。
イタリアの有力な検察官カタルド・モッタ（Cataldo Motta）は、アルバニア人の最も危険な犯罪者たちを特定した人物で、モッタは彼らが西側社会に対する脅威であると話している。
| 「 | アルバニア人の組織犯罪は、今日の全ての犯罪活動の判断基準となった。全てがアルバニア人によって回っている。麻薬と武器、そして人の流れ、つまりヨーロッパに向かう不法移民は、アルバニア人の手のうちにある | 」 |

モッタがその地位を去るとき、アルバニア人による暗殺の危険に備えて3人の警官が護衛にあたった。
「アルバニア人の犯罪者は、はじめのころから特別だった」と話すのは、イタリア政府の組織犯罪調査官のフランチェスカ・マルセッリ（Francesca Marcelli）である。マルセッリによれば、「彼らがここにやってきた1993年の頃、彼らは他の移民とは明らかに異なっていた。彼らには強い意志があり、非常に暴力的であった。中には、イタリア・マフィアの構成員の息子に対してマシンガンの引き金を引く者もいた。イタリアでは、これは信じられない行為である」。

### イギリスでの活動
アルバニア・マフィア組織はイギリスにおいて性的奴隷取引に大規模に関与していると見られている。また、ロンドンのキングスクロス地区に拠点を持ち、ヘロイン取引をめぐってトルコ人の犯罪組織と争っていると考えられている。

### アメリカ合衆国での活動
アメリカ合衆国では、アルバニア・マフィアは1980年代中ごろから活動をはじめ、その多くは強盗や窃盗などの低レベル犯罪であった。後に彼らは、自身で十分な犯罪活動ができるようになるまでの間、コーザ・ノストラと協力関係にあった。アルバニア・マフィアは、合衆国の法執行に新たな問題を生み出している。
フィラデルフィアのCity PaperにKielbasa Posseの構成員から匿名で寄せられたところによると、ポーランド人の犯罪組織が2002年に以下のような意思表明をした。それによると、ポーランド人は「誰とでも協力する用意がある。ドミニカ人、黒人、イタリア人、アジア人、ロシア人とも。しかし、アルバニア人には近づかない。アルバニア人はあまりに暴力的で、その行動は予測できない」。ポーランド人によると、アルバニア人たちは初期のシチリア・マフィアとよく似て、氏族的で、秘密主義で、あらゆる侮蔑に対して神経過敏で、復讐としてあまりにすぐ暴力に訴えるとしている。

### ベルギーでの活動
2008年の3月19日、ベルギーの週刊誌TeleMoustiqueはベルギーのマフィアに関する特集を公開した。ベルギー警察のアルバニア人犯罪専門の部局によると、アルバニア・マフィアの一族はベルギーにおける人身取引を含むあらゆる違法な取引、およびコカインやヘロインの売買を主導し、支配しているとしている。
記事によると、アルバニア人の犯罪組織はヨーロッパ各地に広がり、加えて、アルバニア人犯罪の残虐性と、西側諸国における組織売春のネットワークについて述べている。ベルギーは、アルバニア人組織による人身取引の最重要拠点とみられており、イギリスへと向かう人身取引の経路の最後の経由地となっており、「不法移民のエル・ドラド」とみなされている。アルバニア人組織によって最大で10万人の不法移民がベルギーに流入したと見られ、さらにこれは人口100万人に過ぎないブリュッセルのみでの値であると警告していると、この報告では述べられている。
ベルギー警察によると、アルバニア・マフィアは他のどの外国系移民よりも頻繁にアルバニアやコソボに資金を送り、家屋やガス・ポンプの建造にあてているとしている。彼らはイタリアの犯罪組織と協力し、彼らとともにベルギーの地下社会の支配者となっている。

## ポピュラー・カルチャーにおけるアルバニア・マフィア
- デンマークの犯罪映画『Pusher III』ではアルバニア・マフィアをとりあげ、また『96時間』にてリーアム・ニーソンが演じた人物の娘の誘拐の犯人となっている。
- ビデオ・ゲーム作品『グランド・セフト・オートIV』はアルバニア人の犯罪集団が登場する。主人公のいとこは彼らから金を借りている。
- 『Law and Order: Criminal Intent』のエピソード「Blasters」では、海賊版組織に関与しているかつての子役俳優が、アルバニア人犯罪者に追われる。
- ビデオ・ゲーム作品『Socom 2』では、プレーヤーの最初の仕事はアルバニアで重要犯罪者を逮捕することである。
- フランスの映画作品『スズメバチ』では、警察に拘留されているアルバニア人犯罪組織の首領をデン・ハーグに移送することが話の中心となっている。

## アルバニア・マフィアの人物
- Princ Dobroshi
- Ismail Lika
- Alex Rudaj